# Friedrich Christoph zu Solms-Wildenfels
Friedrich Christoph Graf zu Solms-Wildenfels (* 11. Mai 1712 in Königsberg (Preußen); † 11. Mai 1792 in Königstein) war ein kursächsischer General der Infanterie.

## Leben
Seine Eltern waren der preußische Wirkliche Kammerherr und Generalmajor Heinrich Wilhelm zu Solms-Wildenfels-Laubach (1675–1741) und Helene Dorothea Gräfin Truchsess von Waldburg (1680–1712), die Tochter des Generals Wolfgang Christoph Truchsess von Waldburg. Friedrich Christoph war der Bruder von Friedrich Ludwig Graf zu Solms-Wildenfels (1708–1789), einem russischen Offizier und sächsischen Staatsmann.
Friedrich Christoph schlug eine Militärlaufbahn ein, zunächst in schwedischen und dann hessischen Diensten. 1742 kam er als Oberstleutnant in die kursächsische Armee. Am 13. Juli 1746 zum Oberst und am 8. Juni 1753 zum Generalmajor befördert. Während des Siebenjährigen Krieges war er unter Prinz Xaver Nachfolger von General Dyherrn als Kommandeur der in französischem Sold stehende sächsische Infanterie. Am 19. Juli 1759 wurde er Generalleutnant und am 26. Juni 1764 zum Chef eines Infanterie-Regiments ernannt. Während des bayrischen Erbfolgekrieges 1778 kommandierte er ein sächsisches Korps unter dem Prinzen Heinrich von Preußen. Am 1. November 1778 wurde er General der Infanterie und Kommandant der Festung Königstein. Er starb dort an seinem 80. Geburtstag.

## Familie
Verheiratet war er in erster Ehe mit Gräfin Johanna Eleonore Josepha Henckel von Donnersmark (1710–1774), die Witwe von Christian-Ernst zu Solms-Baruth (1706–1748). In zweiter Ehe war er mit Gräfin Johanna Marie Friederike von Löser (1741–1807) verheiratet, eine Tochter des Erzmarschalls Hans von Löser. Beide Ehen blieben kinderlos.